# Hieracium duplex
Hieracium duplex là một loài thực vật có hoa trong họ Cúc. Loài này được Peter mô tả khoa học đầu tiên năm 1884.